# 1,3,6-环辛三烯
1,3,6-环辛三烯（英語：Cycloocta-1,3,6-triene）是一种有机化合物，化学式为C8H10，同分异构体有1,3,5-环辛三烯等。1,3,6-环辛三烯是一种存在几何异构的环烯烃，可用于合成环辛四烯。